# 헨리 오
헨리 오(Henry O, 1927년 11월 27일 ~ )는 중국의 배우, 영화 감독, 영화배우, 텔레비전 배우이다.
상하이시에서 태어났다.

## 영화
- 2012 (2009년)
- 데이 웨이트 (2007년)
- 천년의 기도 (2007년)
- 러시 아워 3 (2007년)
- 아바타 (2004년)
- 몽키 킹 (2001년)
- 로미오 머스트 다이 (2000년) - 추 싱 역
- 브로크다운 팰리스 (1999년)
- 레드 코너 (1997년)
- ER (1994년)
- 마지막 황제 (1987년)